# Canton de la Vallée de l'Homme
Le canton de la Vallée de l'Homme est une circonscription électorale française, située dans le département de la Dordogne, en région Nouvelle-Aquitaine.

## Histoire
Le canton de la Vallée de l'Homme est une création issue de la réforme de 2014 définie par le décret du 21 février 2014. Il entre en vigueur à l'occasion des élections départementales de mars 2015.

## Géographie
Ce canton est organisé autour de Montignac-Lascaux dans l'arrondissement de Sarlat-la-Canéda. Son altitude varie de 45 m (Saint-Chamassy) à 304 m (Rouffignac-Saint-Cernin-de-Reilhac).

## Représentation
| Période élective | Période élective | Mandat | Mandat   | Identité                   | Nuance | Nuance | Qualité                                                                         |
| ---------------- | ---------------- | ------ | -------- | -------------------------- | ------ | ------ | ------------------------------------------------------------------------------- |
| 2015             | 2021             | 2015   | 2021     | Nathalie Manet-Carbonnière |        | DVG    | Maire de Valojoulx depuis 2001, suppléante du député Germinal Peiro (2012-2017) |
| 2015             | 2021             | 2015   | 2021     | Christian Teillac          |        | PS     | Médecin du travail Conseiller municipal de Montignac                            |
| 2021             | 2028             | 2021   | en cours | Florence Gauthier          |        | PS     | Maire de Plazac (depuis 2014)                                                   |
| 2021             | 2028             | 2021   | en cours | Christian Teillac          |        | PS     | Conseiller municipal de Montignac, 11e vice-président chargé de l'éducation     |

### Résultats détaillés

#### Élections de mars 2015
À l'issue du premier tour des élections départementales de 2015, deux binômes sont en ballottage : Nathalie Manet-Carbonnière et Christian Teillac (PS, 26,09 %) et Nathalie Fontaliran et Jean Montoriol (UMP, 23,07 %). Le taux de participation est de 63,68 % (7 688 votants sur 12 072 inscrits) contre 60,04 % au niveau départemental et 50,17 % au niveau national.
Au second tour, Nathalie Manet-Carbonnière et Christian Teillac (PS) sont élus avec 50,36 % des suffrages exprimés et un taux de participation de 63,01 % (3 444 voix pour 7 604 votants et 12 067 inscrits).
Nathalie Manet-Carbonnière a quitté le PS au moment des élections législatives de 2017. Elle est membre de Génération.s depuis 2017.

#### Élections de juin 2021
Le premier tour des élections départementales de 2021 est marqué par un très faible taux de participation (33,26 % au niveau national). Dans le canton de la Vallée de l'Homme, ce taux de participation est de 42,27 % (5 091 votants sur 12 044 inscrits) contre 40,86 % au niveau départemental. À l'issue de ce premier tour, deux binômes sont en ballottage : Florence Gauthier et Christian Teillac (PS, 42,75 %) et Jean-Paul Dubos et Moya Lemoine (Union à gauche avec des écologistes, 24,04 %).
Le second tour des élections est marqué une nouvelle fois par une abstention massive équivalente au premier tour. Les taux de participation sont de 34,3 % au niveau national, 41,41 % dans le département et 42,58 % dans le canton de la Vallée de l'Homme. Florence Gauthier et Christian Teillac (PS) sont élus avec 62,11 % des suffrages exprimés (2 798 voix pour 5 128 votants et 12 042 inscrits),,.

## Composition
Le canton de la Vallée de l'Homme se compose de vingt-six communes. Par rapport aux anciens cantons, le canton de la Vallée de l'Homme associe des communes de l'arrondissement de Sarlat-la-Canéda (treize du canton de Montignac, les dix du canton du Bugue, et trois du canton de Saint-Cyprien). Le bureau centralisateur est celui de Montignac.
Le 1er janvier 2019, la création des communes nouvelle de Coly-Saint-Amand et des Eyzies fait baisser le nombre total de communes à vingt-quatre.
À la suite du décret du 5 mars 2020, Coly-Saint-Amand est entièrement rattachée au canton de la Vallée de l'Homme.
| Nom                                       | Code Insee | Intercommunalité           | Superficie (km2) | Population (dernière pop. légale) | Densité (hab./km2) | Modifier                                    |
| ----------------------------------------- | ---------- | -------------------------- | ---------------- | --------------------------------- | ------------------ | ------------------------------------------- |
| Montignac-Lascaux (bureau centralisateur) | 24291      | CC de la Vallée de l'Homme | 37,15            | 2 760 (2022)                      | 74                 | modifier les données · modifier les données |
| Aubas                                     | 24014      | CC de la Vallée de l'Homme | 17,53            | 615 (2022)                        | 35                 | modifier les données · modifier les données |
| Le Bugue                                  | 24067      | CC de la Vallée de l'Homme | 28,96            | 2 638 (2022)                      | 91                 | modifier les données · modifier les données |
| Campagne                                  | 24076      | CC de la Vallée de l'Homme | 14,40            | 418 (2022)                        | 29                 | modifier les données · modifier les données |
| La Chapelle-Aubareil                      | 24106      | CC de la Vallée de l'Homme | 19,85            | 542 (2022)                        | 27                 | modifier les données · modifier les données |
| Coly-Saint-Amand                          | 24364      | CC de la Vallée de l'Homme | 34,41            | 629 (2022)                        | 18                 | modifier les données · modifier les données |
| Les Eyzies                                | 24172      | CC de la Vallée de l'Homme | 53,37            | 1 133 (2022)                      | 21                 | modifier les données · modifier les données |
| Fanlac                                    | 24174      | CC de la Vallée de l'Homme | 14,37            | 137 (2022)                        | 9,5                | modifier les données · modifier les données |
| Les Farges                                | 24175      | CC de la Vallée de l'Homme | 8,14             | 308 (2022)                        | 38                 | modifier les données · modifier les données |
| Fleurac                                   | 24183      | CC de la Vallée de l'Homme | 22,18            | 320 (2022)                        | 14                 | modifier les données · modifier les données |
| Journiac                                  | 24217      | CC de la Vallée de l'Homme | 18,88            | 481 (2022)                        | 25                 | modifier les données · modifier les données |
| Mauzens-et-Miremont                       | 24261      | CC de la Vallée de l'Homme | 20,57            | 290 (2022)                        | 14                 | modifier les données · modifier les données |
| Peyzac-le-Moustier                        | 24326      | CC de la Vallée de l'Homme | 10,10            | 198 (2022)                        | 20                 | modifier les données · modifier les données |
| Plazac                                    | 24330      | CC de la Vallée de l'Homme | 33,77            | 710 (2022)                        | 21                 | modifier les données · modifier les données |
| Rouffignac-Saint-Cernin-de-Reilhac        | 24356      | CC de la Vallée de l'Homme | 59,90            | 1 662 (2022)                      | 28                 | modifier les données · modifier les données |
| Saint-Avit-de-Vialard                     | 24377      | CC de la Vallée de l'Homme | 8,45             | 151 (2022)                        | 18                 | modifier les données · modifier les données |
| Saint-Chamassy                            | 24388      | CC de la Vallée de l'Homme | 15,60            | 496 (2022)                        | 32                 | modifier les données · modifier les données |
| Saint-Félix-de-Reillac-et-Mortemart       | 24404      | CC de la Vallée de l'Homme | 20,31            | 178 (2022)                        | 8,8                | modifier les données · modifier les données |
| Saint-Léon-sur-Vézère                     | 24443      | CC de la Vallée de l'Homme | 13,76            | 430 (2022)                        | 31                 | modifier les données · modifier les données |
| Savignac-de-Miremont                      | 24524      | CC de la Vallée de l'Homme | 7,62             | 174 (2022)                        | 23                 | modifier les données · modifier les données |
| Sergeac                                   | 24531      | CC de la Vallée de l'Homme | 10,71            | 215 (2022)                        | 20                 | modifier les données · modifier les données |
| Thonac                                    | 24552      | CC de la Vallée de l'Homme | 11,62            | 268 (2022)                        | 23                 | modifier les données · modifier les données |
| Tursac                                    | 24559      | CC de la Vallée de l'Homme | 17,71            | 339 (2022)                        | 19                 | modifier les données · modifier les données |
| Valojoulx                                 | 24563      | CC de la Vallée de l'Homme | 11,79            | 286 (2022)                        | 24                 | modifier les données · modifier les données |
| Canton de la Vallée de l'Homme            | 2425       |                            | 511,15           | 15 378 (2022)                     | 30                 | modifier les données                        |

## Démographie
En 2022, le canton comptait 15 378 habitants, en évolution de +3,28 % par rapport à 2016 (Dordogne : +0,37 %, France hors Mayotte : +2,11 %).
| 2013   | 2018   | 2022   |
| ------ | ------ | ------ |
| 15 073 | 14 812 | 15 378 |